# Johannes Hugo Helbig
Johannes Hugo Helbig (* 1. April 1845 in Ponitz, Sachsen-Altenburg; † im 20. Jahrhundert) war ein deutscher Altphilologe und Gymnasiallehrer.
Johannes Hugo Helbig, Sohn eines Rittergutspächters, studierte nach dem Besuch des Gymnasiums in Leipzig und der Abiturprüfung in Zwickau ab 1862 an der Universität Leipzig, zunächst Theologie, dann Naturwissenschaften und Philologie, zuletzt Klassische Philologie. 1869 wurde er promoviert und legte das Staatsexamen ab. 1870/71 war er Probelehrer an der Thomasschule in Leipzig. 1871 bis 1873 unterrichtete er als Oberlehrer am Gymnasium in Plauen, ab 1873 am Gymnasium in Bautzen, wo er 1891 das Prädikat „Professor“ erhielt. Zum 1. Januar 1911 trat er in den Ruhestand.
Wie zahlreiche andere Gymnasiallehrer seiner Zeit publizierte er neben seiner Lehrtätigkeit und trug Artikel für Wilhelm Heinrich Roschers Ausführliches Lexikon der griechischen und römischen Mythologie bei.

## Veröffentlichungen (Auswahl)
- Quaestiones de dialecto Cretica. Naumburg 1869 (= Dissertation, Digitalisat).
- De dialecto Cretica. Quaestiones grammaticae. Plauen 1873.
- De synaloephae apud epicos latinos primi post Christum saeculi ratione. Bautzen 1878.
- Die Gesellschaft Societät zu Bautzen 1805–1905: Bericht zur Feier des hundertjährigen Bestehens der Gesellschaft. Bautzen 1905.